# Бар-Йосеф, Хамуталь
Хамута́ль Бар-Йосе́ф (ивр. חמוטל בר-יוסף‎; род. 1940, Тель-Йосеф) — израильская писательница, литературовед, переводчик и поэт.

## Биография
Хамуталь Бар-Йосеф родилась в 1940 году в кибуце Тель-Йосеф и до 1948 года жила в Бейт-Альфа, Тель-Адашим, Бейт-Зера, Кфар-Варбург и Эйн-Веред. С 1976 года живёт в Иерусалиме. Её родители иммигрировали в Израиль с Украины в 1936 году. Большая часть семьи погибла в Холокосте. В июле 1948 года их единственный сын был убит в войне за независимость.
Работала учителем литературы в средних школах и учебных программах под эгидой министерства образования. В 1987—2004 работала преподавателем и исследователем в университете им. Бен-Гуриона. Имеет звание профессора. Исследования Бар-Йосеф опубликованы в 6 книгах (одна из которых появилась в английском и русском переводе) и десятки статей на иврите и других языках, особенно в российском контексте литературы на иврите в аспекте особой связи литературы на иврите с мистикой. Был также опубликован ряд литературно-критических статей (собраны в книге «Таамей акрия», 2006) и эссе по вопросам культуры, иудаизма и морали (собраны в книге «Криот вэ-шрикот», 2005). Также преподавала ивритскую литературу в Еврейском университете и университетах в Киеве, Москве, Нью-Йорке, Стокгольме, Познани, а также в институте Хартмана в Иерусалиме и в колледже Герцога в Алон Швут.

## Произведения
Опубликовано тринадцать сборник стихов: «Лулей ая ли лэмаэр» (Милли — частное издательство 1971); «Лакахат авир» (Масада 1978); «Рак аярок» (Акибуц амиухад, 1981); «Матанот копцот» (Акибуц амиухад, 1984); «Увацфифут» (Акибуц амиухад, 1990); «Ало» (Carmel 1998); «Лайла, бокер» (Carmel, 2000); «Мазон» (Carmel 2002); «Авраа» (Акибуц амиухад, 2004); "Иштавут: мивхар вэширим хадашим (Акибуц амиухад, 2010); «Хакук баэвен хатух баэц: 15 эпитафим» (Эвен хошен 2010), «Таарухат диюканим» (Эвен хошен, 2013), «Шрика» (Акибуц амиухад, 2014), а также детская книга («Бакайц зе яавор», Кетер, 1984) и 10 рассказов, опубликованных в газетах и различных журналах. сборник рассказов «Музыка», опубликованные в издательствах Акибуц амиухад, и Сафра (2012).
Перевела на иврит стихи, прозу и философские труды с русского, французского и английского. Перевела с русского также стихи Ольги Седаковой, «Мизморим яшаним» (Кармель, 1998); Четыре стихотворения Юлии Винер, «О деньгах, о старости, смерти и т. д.» (Кармель, 2003); Стихи и философские эссе Владимира Соловьева («Смысл любви», Кармель 2006); все произведения Исаака Бабеля (3 тома, 2009—2010).
Переводы стихов появились в книгах на русском языке («Пища», перевод Юлии Винер, Спб., 2004), на английском («Night, Morning» Нью-Йорк, 2008), венгерский (в переводе Агаса Гаргая, Будапешт 2009) и на арабский (в переводе Naim Araidi, Каир, 2010). Книга стихов на трех языках (иврит-французский-арабский, с Колетт Салем, Наим Арайди и Nidaa Хори) появились в Париже (2013). Избранные стихотворения переведены на испанский язык (Мадрид, Монтерей 2014). Переводы на русский, немецкий, украинский, итальянский, шведский и идиш в различных публикациях и сборниках.
Избранные стихи в переводе на английский язык (Night, Morning, The Sheep Meadow Press, NY 2008) завоевали большой успех. Книги избранных стихотворений были также переведены на венгерский язык (Будапешт 2009), арабский (Каир 2010), французский (на трех языках иврит-франко-арабский, Париж 2013 г.) и испанский (Мадрид-Мексика 2014).
Ещё один сборник стихов в переводе на английский (The Ladder, The Sheep Meadow Press) находится в производстве.
Тексты и презентации многих произведений и книг представлены на официальном сайте писательницы и на Фейсбуке .

### Семья
- Замужем; муж: Йосеф Бар-Йосеф

## Награды
Удостоена премии АКУМ (1987), премии фонда Тель-Авив (1987), премии Иерусалимского фонда за поэзию (1990), премии WIZO за женское творчество (1999), премии президента Израиля (2002), премии Бренера (2005), премии Амихая (2010), премии Рамат-Гана (2012), премии АКУМ за жизненные достижения (2013). За сборник рассказов «Музыка» удостоена премии ACI (Союз писателей Израиля, 2011).

## Книги и статьи в переводах на русский и рецензии на них
- Леонид Андреев в литературе и в театре на иврите и на идиш
- Антология ивритской литературы, РГГУ Москва 1999, 2002
  - Рецензии:
    - Александр Крюков, «Столетие новой ивритской литературы», Международная Еврейская Газета 35 (275), Сентябрь 1999, стр. 4.
    - Хаим Венгер, «Юдаика в российском университете», Новости Недели — Еврейский камертон, 25.11.1999, стр. 18-19. (недоступная ссылка)
    - Семен Черток, «Ивритская литература на русском языке», Русская мысль 4296, Декабрь 5-15 1999, ст. 15.
    - Александр Кучерский, «Антология ивритской литературы», Иерусалимский Журнал 3 (2000), стр. 264—267.
    - Екатерина Соломонова, «Взаимопроникновение и борьба культур», Вести — Окна 16.3.2000, стр. 4-5.
    - Михаил Горелик, «Спасти Песахзона», Новый Мир Февраль 2000, стр. 217—219
    - Роза Глинтерщик, «Радоваться и благодарить», Мир Книги — Новости Недели 7.4.2000, стр. 27.
    - Василиса Шкловская Корди, «Антология ивритской литературы», Вестник Еврейского Университета 3 (21) 2000, стр. 365—368.
    - Яков Шаус, «Обманчивый лаконизм», Зеркало 1999
- «ПИЩА», стихи. Перевод: Юлия Винер. Академический проект, Санкт-Петербург 2004. Презентация книги (недоступная ссылка) Текст книги (недоступная ссылка)
- ЗАПАХ АВГУСТА. Перевод: Зоя Копельман. Водолей 2014
- «МУЗЫКА», рассказы. Перевод: Светлана Шенбрунн. Из-во ТЕКСТ 2015. Текст книги
- Хаим Нахман Бялик. Европейский декаданс и русский символизм в творчестве еврейского поэта. Перевод с иврита: Елена Тартаковская. Научный редактор: Зоя Копельман. Мосты культуры, Москва 2013. Глава из книги. Текст книги.
  - Рецензии:
    - Букник публикует фрагмент из книги, рассказывающий о котах и пауках во французской, русской и еврейской поэзии.
    - Михаил Давидзон. (РОССИЙСКО-ИЗРАИЛЬСКИЙ АЛЬМАНАХ ЕВРЕЙСКОЙ КУЛЬТУРЫ)
    - Владимир Хазан (Иерусалим). Между Библией и декадансом.
    - Зоя Копельман. Х. Бар-Йосеф. Хаим Нахман Бялик: европейский декаданс и русский символизм в творчестве еврейского поэта. Пер. Е. Тартаковская.  (недоступная ссылка)

Иерусалим — М.: Гешарим — Мосты культуры, 2013. Серия «Вид с горы Скопус». 405 с. (недоступная ссылка)
- БЛОГ ЕЛЕНЫ ТАМАРКИНОЙ. Хамуталь Бар-Йосеф. Довольно быстро… (недоступная ссылка)
- Стихи.ру. Хамуталь Бар-Йосеф переводах Анны Бекман.
- ВИДЕО: презентация книг Хамуталь Бар-Йосеф в русских переводах. Тель-Авив, 2015.

### Список публикаций в Журнальном Зале
1. «Дети Ра», № 2(52) за 2009 г. Песнь теней. Стихотворения gorky.media
2. «Иерусалимский журнал», № 47 за 2013 г. Жвачка. Рассказ. Перевела  с иврита Светлана Шенбрунн gorky.media